# Мартен, Дмитрий Эмильевич
Дми́трий Эми́льевич Марте́н (4 сентября 1860 — 18 сентября 1918, Вологда) — русский художник, живописец-пейзажист, график. Член Московского общества любителей художеств и Московского товарищества художников.

## Биография
Жил и работал в Москве. В 1880-х получил образование в Московском училище живописи, ваяния и зодчества. Участвовал в выставках Московского общества любителей художеств (1891—1910, член МОЛХ с 1893). Состоял членом Московского товарищества художников (1899—1900). Являлся участником выставок художников-передвижников (1900—1917) и Московского общества художников «Звено». Принимал участие в весенних выставках в помещениях Императорской Академии художеств (1902—1917). Испытал влияние И. И. Левитана. Часто бывал в Вологде, совершал поездки по Северу и средней полосе России. Его работы приобретались императорской семьёй.
С 1916 года жил в Вологде. Представлял свои произведения на выставках Северного кружка любителей изящных искусств. Его работы имеются в Третьяковской галерее, Государственном Русском музее, Архангельском и Костромском художественных музеях, Вологодской областной картинной галерее и Вологодском музее-заповеднике. Писал картины в традициях русской реалистической пейзажной школы второй половины XIX века, в своём творчестве уделял много внимания северной природе и укладу жизни северян. Преподавал в Вологодском художественном училище. Умер в 1918 году, похоронен в Вологде.
- Северный мотив. 1918 г. ВОКГ